# حزب التقدم الديمقراطي (البوسنة والهرسك)
حزب التقدم الديمقراطي (Партија демократског прогреса) هو حزب سياسي صربي في البوسنة والهرسك. وهو عضو مراقب في حزب الشعب الأوروبي والاتحاد الديمقراطي الدولي.